# ویلیام الفورد لیچ
ویلیام الفورد لیچ (انگلیسی: William Elford Leach؛ ۲ فوریهٔ ۱۷۹۱ – ۲۵ اوت ۱۸۳۶) یک دانشمند در زمینه تاریخ طبیعی، حشره‌شناسی، زیست‌شناسی دریایی اهل بریتانیا بود.